# Reeperbahn
Reeperbahn — шведская поп/панк/рок-группа существовавшая с 1977 по 1984 годы.
Группа появилась на фоне панк-волны в 1977 году. Основали группу Янне Андерссон, Йорген Ларссон и Бьерн Аденск. Одной из ранних записей Reeperbahn является запись для шведского радио в парке Långholmsparken в июне 1978 года. Записи впоследствии вошли в дебютный альбом группы.
Когда группа заключила контракт в 1979 году с Mercury Records, группа состояла из Улле Юнгстрёма (вокал, гитара), Дэна Сандквиста (вокал, бас-гитара), Эдди Сьоберга (гитара) и Петра Корхонена (барабаны). Музыканты были приглашены из разных частей Стокгольма. Группой был записан дебютный альбом в котором смешаны поп, панк и рок. Альбом получился скорее экспериментальным и не пользовался большим успехом. Прорывом Reeperbahn явился альбом «С Венеры» (1981) с участием присоединившегося к группе Яна Кихле. Альбом продан более чем 25 000 экземпляров. Популярность Reeperbahn позволила им несколько раз появится на шведском телевидении в 1980-83 годах.
Весной 2010 года были переизданы все альбомы на CD, а также DVD со всеми записями о Reeperbahn и различными бонусами: раритетные записи, радио-спектакли, не издававшиеся песни, демоверсии и ранее не публиковавшиеся изображения.

## Дискография

### Альбомы
- 1979 — Reeperbahn
- 1981 — Venuspassagen
- 1983 — Peep-Show
- 1983 — Intriger

### Сборники
- 1982 — Samlade singlar
- 1993 — 79-83

### Лонгплей
- 1980 — Inget / Början / Utanför muren / Blommor

### Синглы
- 1979 — Havet ligger blankt / Be-bop!
- 1980 — Lycklig / Apparaten som visste för mycket
- 1981 — Till: mitt liv / I ditt register
- 1982 — Dansar / Blod & sand
- 1982 — Marrakesh / Du roar mig
- 1983 — Det vackra livet / Marrakesh (remix)